# Moroka Swallows
Die Moroka Swallows (deutsch: „Moroka-Schwalben“) sind ein Fußballverein aus Johannesburg in Südafrika, der bis zum Ende der Saison 2014/15 in der höchsten Spielklasse, der Premier Soccer League, spielte. Nach der Saison 2015/16 stieg der Verein auch aus der zweiten Spielklasse First Division ab. Moroka ist ein Stadtteil von Soweto.
Die Mannschaft spielt im Dobsonville Stadium in Soweto, einem Vorort von Johannesburg. Der offizielle Sponsor ist Volkswagen und der Ausstatter Puma Football.

## Geschichte
Der Verein wurde 1940 unter dem Namen Congregated Rovers in Johannesburg gegründet und 1947 umbenannt. Die erfolgreichste Zeit des Klubs waren die 1950er und 1960er Jahre. Als Höhepunkt gelang 1965 der Gewinn des südafrikanischen Meistertitels.
1971 waren die Moroka Swallows der erste Verein, der in eine Aktiengesellschaft umgewandelt wurde.

## Klubrekorde
- Meiste Spiele: Andries Mpondo (395)
- Meiste Tore: Thomas Hlongwane (73)
- Meisten Spiele in einer Saison: Andries Mpondo (49) (1986)
- Meisten Tore in einer Saison: Thomas Hlongwane (27) (1985)
- Höchster Sieg: 8:0 gegen African Wanderers am 29. September 1991
- Höchste Niederlage: 2:6 gegen Hellenic am 3. Juli 1985 und 2:6 gegen Rangers am 7. März 1987

## Bekannte Spieler
- Thomas Cichon (2009–2010)

## Bekannte Trainer
- Rainer Zobel (2009–2010)
- Ernst Middendorp (2022–2023)